# Mirko Grbešić
Mirko Grbešić (Široki Brijeg, 11. kolovoza 1960. – Mostar, 23. kolovoza 2022.) bio je hrvatski poduzetnik iz Bosne i Hercegovine. Osnivač je Mepasa te je bio vlasnik brojnih drugih tvrtki kao što su Brodomerkur, Kandit, Koestlin, Maraska i Saponia.

## Životopis
Rođen je u Širokom Brijegu 11. kolovoza 1960.
Poduzetništvom se počeo baviti 1989. kada je osnovao Mepas, tvrtku koja se prvotno bavila trgovinom i preradom svježeg mesa. S vremenom je tvrtka rasla i širila svoje usluge. Mepas je tako postao zastupnik mnogih inozemnih brendova na bosanskohercegovačkom tržištu. Potom su izgrađeni logistički centri u brojnim bosanskohercegovačkim gradovima.
Godine 1998. Mepas je izišao na hrvatsko tržište i za 20 milijuna njemačkih maraka kupio Saponiju iz Osijeka. Dvije godine kasnije Grbešić je otkupio širokobriješku tvrtku metalne proizvodnje i ugradnje Metalac. Grbešićev Mepas 2002. kupio je bjelovarski Koestlin, tvornicu keksa i vafla. Dvije godine kasnije preuzeo je splitski Brodomerkur. Mepas je 2011. kupio osječku tvrtku Kandit koja se bavi proizvodnjom čokolade. Iduće godine Grbešić je u Mostaru otvorio Mepas Mall, najveći trgovački centar u Bosni i Hercegovini. Grbešić je 2021. prodao Marasku Stanić Grupi.
Preminuo je u Mostaru 23. kolovoza 2022.